# 竹聯幫和堂
和堂，台灣廣域性黑社會組織竹聯幫的直系堂口（黑社會團體），成立於1982年，是竹聯幫創幫八大堂口之一。其幕後事業金主為商真。活躍於宜蘭、板橋新月一街、台北市林森北路、錦州街、師大路、敦化北路、八德路、忠孝東路知名百貨商圈一帶做為聚眾與金源來源之處，總成員數不明。

## 簡歷
1980年代，竹聯幫開始著手將組織企業化。並在 1982年陸陸續續設立完成最初8個分堂（忠、孝、仁、愛、信、義、和、平），和堂即為其中之一，主要之經濟來源為地下錢莊、暴力討債、酒店圍事。

## 活動區域
台北市中山區、內湖區、大安區、宜蘭羅東為主要活動範圍

## 幫內關係
竹聯幫忠義堂與和堂份子共同於臺北市大安區合開pub，兩幫派發生衝突後，和堂份子將忠義堂份子綽號「大林」的盛威霖押走痛毆，忠義堂自己動手砸毀合開的酒吧洩憤。盛威霖2005年12月2日下午赴台北市第二殯儀館參加公祭時，遭7、8名身穿黑衣的幫派份子分持刀、槍追殺。警方於殯儀館附近橋下停車場與人行道，分別起獲10顆散落的彈殼，經初步勘查，發現現場沒有明顯彈著點，研判歹徒可能是對空鳴警告。
竹聯幫仁堂弘仁會與和堂不和，雙方為了爭奪台北市東區地盤，搶奪酒店圍事和販賣搖頭丸已經火拚數年。媒體報導忠孝東路上幾家知名酒店都由和堂圍事，弘仁會則是於夜店和pub販賣搖頭丸。和堂不滿弘仁會拿混充劣質毒品坑騙，雙方多次談判不成，演變成兩幫人馬血鬥。

2008年4月15日兩方於基隆殯儀館混戰，和堂分子高國祥遭弘仁會分子刺死。2008年4月22日，弘仁會長綽號「小川」陳啟鴻在復興南路上之酒店富麗皇家前遭和堂分子綽號「冠軍」吳冠勳伏擊，臀部中彈。也使得陳啟鴻中彈送醫後，隨即被警方逮捕，並直接送往監獄服刑。

2008年12月，和堂副堂主「世豪」也被槍擊，弘仁會副會長卓士傑亦被殺死。由於「世豪」外型酷似藝人于冠華，致使該槍擊案件一度躍上各大媒體版面。台北市東區時尚夜店「2046」發生槍擊案，竹聯幫和堂份子「世豪」被槍擊，槍手連開三槍。

2010年2月22日晚間，弘仁會副會長卓士傑則於在知名設計師溫慶珠於北市仁愛路所開設的咖啡店Khaki遭殺害。卓士傑和兩女一男之友人在餐廳用餐，四個黑衣人闖入將卓士傑狂砍致死。頸部、胸部都中刀，送醫後不治身亡。四名嫌犯行凶後，將兇器丟在巷弄內，再搭計程車逃離現場。

## 蔡岳甫命案
綽號菜脯的蔡岳甫，於2003年8月遭綽號「結冰」的角頭蔡仲彬以鈍器圍毆致死。蔡岳甫8月2日間為了女性友人遭徵信社員工迷姦的糾紛，和徵信社約在一家海產店談判，後遭三名男子強押上車，當日攔車的男子協助將蔡岳甫抬上計程車後，丟了兩百塊錢車資就不見蹤影，半小時後被丟棄路邊, 計程車司機送醫急救，凌晨不治死亡。 

## 2014年臺北夜店殺警案
2014年9月14日凌晨發生在臺北市信義區松壽路的ATT 4 Fun百貨公司內夜店Spark發生員警薛貞國遭50人圍毆致死事件。事件後到案者均為「中山聯盟」成員。和堂份子萬少丞和受同屬「中山聯盟」的和堂份子蕭叡鴻指使，帶約20名小弟到場助陣，且找到萬少丞，和四海幫份子周譽騰在場，指揮徒眾攻擊薛貞國。臺北市政府警察局於9月17日晚派出500名員警連續掃蕩中山、大安、信義、松山地區的酒店及夜店數天，並宣稱不排除「滅堂」。據媒體報導，目前竹聯幫和堂主要幹部已經跑路，走避中國大陸。竹聯幫總堂則找來四大老組織調查會，要求堂主配合警方辦案。
根據警方調查糾眾於Spark前聚集者為和堂份子萬少丞。事件發生時萬少丞年僅22歲，其父為松聯幫大老綽號「萬年」的萬年祥。萬年祥不希望兒子加入幫派，萬年祥續娶妻的事情，影響到父子間的感情，萬少丞不再與父親同行。警方找上萬年祥時，萬年祥才知道兒子闖下大禍，痛斥殺警是犯了江湖大忌，好不容易透過朋友聯絡上兒子。事發後準備存糧躲藏山區，似乎有意長期與警方抗戰，萬年祥得知消息後，趕緊出面欲尋找兒子下落。
警方表示，萬少丞是綽號「燕子」的竹聯幫和堂副堂主親信，因曾與和堂另一名大哥「冠軍」糾紛，遭對方砍斷手筋。事件發生時萬少丞左手手筋萎縮開刀，纏著繃帶，但右手仍手持兇器攻擊薛貞國。